# Yasmine Hammamet
Yasmine Hammamet (àrab: ياسمين الحمامات, Yāsmīn al-Ḥamāmāt) és una vila de la rodalia d'Hammamet, ciutat balneari i seu de nombrosos hotels i d'un port esportiu. Es troba al sud-oest d'Hammamet, i va ser construïda ex novo per una societat encarregada del desenvolupament de la zona.
Amb una costa de 4 km, té uns quaranta-cinc hotels, dels quals, el més al nord és l'Hotel Occidental i el més al sud el Palau de les Roses. Enfront del port s'hi ha reproduït una marina àrab, i a la vora un parc temàtic (Terra de Cartago), a més d'un casino i diversos centres de talassoteràpia i altres infraestructures turístiques. La platja és llarga i recta, amb arena fina, però l'aigua no té la qualitat de les platges de més al sud. La carretera passa per la part oest de Yasmine Hammamet. Les comunicacions entre el nord i el sud són dificultoses. La seva població a l'estiu és de 80.000 persones, però a l'hivern es redueixen a 10.000.
És el centre del sector o imada homònim, amb codi geogràfic 15 66 59, dins de la delegació o mutamadiyya de Hammamet, amb codi geogràfic 15 66. Al mateix temps, forma part de la municipalitat o baladiyya de Hammamet (codi geogràfic 15 34).